# Хронологија СФРЈ април 1990.
Хронолошки преглед важнијих догађаја везаних за друштвено-политичка дешавања у Социјалистичкој Федеративној Републици Југославији (СФРЈ), као и општа политичка, друштвена, спортска и културна дешавања која су се догодила у току априла месеца 1990. године.
| ← март | ← март | ← март | ← март | ← март | ← март | ← март | ← март | Хронологија СФРЈ током 1990. | Хронологија СФРЈ током 1990. | Хронологија СФРЈ током 1990. | Хронологија СФРЈ током 1990. | Хронологија СФРЈ током 1990. | Хронологија СФРЈ током 1990. | Хронологија СФРЈ током 1990. | Хронологија СФРЈ током 1990. | Хронологија СФРЈ током 1990. | Хронологија СФРЈ током 1990. | Хронологија СФРЈ током 1990. | Хронологија СФРЈ током 1990. | Хронологија СФРЈ током 1990. | Хронологија СФРЈ током 1990. | Хронологија СФРЈ током 1990. | мај → | мај → | мај → | мај → | мај → | мај → | мај → |
| Н      | П      | У      | С      | Ч      | П      | С      | Н      | П                            | У                            | С                            | Ч                            | П                            | С                            | Н                            | П                            | У                            | С                            | Ч                            | П                            | С                            | Н                            | П                            | У     | С     | Ч     | П     | С     | Н     | П     |
| 1      | 2      | 3      | 4      | 5      | 6      | 7      | 8      | 9                            | 10                           | 11                           | 12                           | 13                           | 14                           | 15                           | 16                           | 17                           | 18                           | 19                           | 20                           | 21                           | 22                           | 23                           | 24    | 25    | 26    | 27    | 28    | 29    | 30    |

## Догађаји

### 3. април
- Припадници Здруженог одреда милиције Савезног секретаријата унутрашњих послова (ССУП) из СР Хрватске напустили САП Косово (пре њих, ово су почетком фебруара учинили милиционери из Словеније).

### 8. април
- На територији Републике Словеније одржани први вишестраначки парламентарни избори (тада су одржани избори за Друштвено-политичко веће Скупштине и први круг председничких избора, док су избори за Веће удруженог рада одржани 12. априла). На изборима је од 1.491.471 бирача гласало 83,5%. Највећи број гласова освојила је опозициона коалиција странака — ДЕМОС, која је освојила 54,8% гласова односно 47 посланичких места; резултат преосталих парламентарних страна био је следећи: Савез комуниста Словеније-Странка демократских реформи (реформисани Савез комуниста Словеније) — 14 мандата, Савез социјалистичке омладине Словеније — 12 мандата и Социјалистичка странка Словеније (реформисани Социјалистички савез радног народа Словеније) — 5 мандата. Нова Влада Словеније на чијем челу се налазио Алојз Петерле формирана је 16. маја.

### 11. април
- У Београду, на Војномедицинској академији (ВМА) умро Петар Шимић (1932—1990), адмирал ЈНА, члан Председништва ЦК СКЈ и председник Конференције СКЈ за ЈНА.[1] Преминуо је од последица можданог удара, који је доживео 7. априла на састанаку код начелника Генералштаба Благоја Аџића, на коме се расправљало о политичкој кризи у земљи.[2]

### 12. април
- На територији Републике Словеније одржани избори за Веће удруженог рада Скупштине Словеније.

### 15. април
- У Љубљани преминула Пепца Кардељ (1914—1990), учесница Народноослободилачке борбе и супруга некадашњег високог словеначког и југословенског функционера Едварда Кардеља.

### 16. април
- Републички секретаријат унутрашњих послова (РСУП) СР Србије преузео од Савезног СУП-а све послове јавне и државне безбедности на територији САП Косова. Пре тога, Савезни СУП на Косову су напустили припадници из Словеније и Хрватске.

### 18. април
- Председништво СФРЈ укинуло ванредно стање на територији САП Косова и амнестирало 108 политичких затвореника, од којих су њих 103 били Албанци.

### 19. април
- У Сарајеву одржан XII конгрес Савеза социјалистичке омладине Босне и Херцеговине (ССОБиХ), ком је присуствовало 367 делегата и 65 гостију. На Конгресу је усвојен политички манифест којим је практично формирана нова партија — Савез социјалистичке омладине-Демократски савез Босне и Херцеговине. Партија је касније променила назив у Либерално демократска страна Босне и Херцеговине.

### 21. април
- Из затвора у Старој Градишки, у складу са амнестијом Председништва СФРЈ, пуштен писац Адем Демаћи, који се у затвору налазио од 1975. због оптужби за албански национализам, пре тога, због истих оптужби робијао је у периодима 1958—1961. и 1964—1974. година.

### 22. април
- На територији Републике Словеније одржан други круг председничких избора на којима је победио Милан Кучан, кандидат Савеза комуниста Словеније-Странке демократских реформи (реформисани Савез комуниста Словеније), освојивши 58,5% гласова, док је његов против кандидат Јоже Пучник, кандидат опозиционе коалиције ДЕМОС, освојио 41,4% гласова. На дужност председника Председништва Републике Словеније, Милан Кучан, дотадашњи члан Председништва ЦК СК Словеније и његов председник (од маја 1986. до децембра 1989) ступио је 10. маја.[3]
- На територији Социјалистичке Републике Хрватске, 22. и 23. априла, одржани први вишестраначки парламентарни избори (избори за Друштвено-политичко веће и Веће општина одржани су у недељу 22, а избори за Веће удруженог рада у понедељак 23. априла). На изборима је највећи број гласова освојила опозициона Хрватска демократска заједница, која је освојила 57,58% гласова, односно 205 посланичких места; резултат преосталих парламентарних страна био је следећи: Савез комуниста Хрватске-Странка демократских промјена (реформисани Савез комуниста Хрватске) — 96 мандата, Коалиција народног споразума — 21 мандат и остале странке 23 мандата. Нови Сабор састао се 30. маја, када је изабрана и нова Влада Хрватске, на чијем се челу налазио Стјепан Месић.[4]

### 24. април
- Из затвора у Титовој Митровици, у складу са амнестијом Председништва СФРЈ, пуштен Азем Власи, бивши члан Покрајинског комитета СК Косова и још 14 лица, радника и руководилаца рудника „Трепча“, који су ослобођени оптужбе за „контрареволуционарно деловање”, односно за организовање штрајка у Старом тргу 21. фебруара 1989. (ухапшени су 1. марта 1989).[5]